# Raak (film)
Raak is een Nederlandse korte film in het genre drama uit 2006. De film werd bekroond met een Gouden Beer op het Filmfestival van Berlijn. De film is geregisseerd door Hanro Smitsman, het scenario werd geschreven door Anjet Daanje en Philip Delmaar. De film werd geproduceerd door IJswater Films

## Rolverdeling
- Juda Goslinga
- Camilla Siegertsz
- Nino van der Lee
- Jelka van Houten
- Leon Voorberg

## Verhaal
Een jongen gooit vanaf een viaduct een steen door de ruit van een auto. Het lijkt op een losstaand incident, maar als het verhaal van de inzittenden verteld wordt, blijkt het om een gevolg te gaan van opgehoopte woede en onverwerkt verdriet. Ook is er sprake van te laat uitgesproken spijtbetuiging.